# Fazlollah Zahedi
Fazlollah Zahedi, pers. ‏فض الله زاهدی‎ (ur. 17 maja 1892 w Hamadanie, zm. 1 lub 2 września 1963 w Genewie) – irański wojskowy, generał, mianowany premierem kraju w trakcie zamachu stanu 18 sierpnia 1953, pozostał na stanowisku do 1955.

## Życiorys

### Do II wojny światowej
Był synem drobnego właściciela ziemskiego. Służył jako oficer w brygadzie Kozaków perskich, m.in. pod rozkazami Rezy Chana. W 1920 brał udział w tłumieniu zbrojnego ruchu dżangalije, łączącego hasła islamskie z socjalistycznymi (tzw. islamski socjalizm). W uznaniu jego postawy podczas zwalczania partyzantów, Reza Szach Pahlawi już po objęciu władzy w Iranie mianował go gubernatorem Chuzestanu w 1926. W 1932 Zahedi został komendantem policji w Teheranie, zaś w 1941 objął dowództwo nad garnizonem Isfahanu.
Podczas II wojny światowej nawiązał kontakty z Niemcami i w porozumieniu z nimi planował antybrytyjskie powstanie ludowe. Został jednak zdemaskowany i internowany przez Brytyjczyków.
Po zakończeniu wojny opuścił obóz internowania. Młody szach Mohammad Reza Pahlawi mianował go najpierw dowódcą wojsk w prowincji Fars, a następnie powtórnie uczynił go komendantem policji w Teheranie. W 1950 Zahedi odszedł z wojska, a szach mianował go senatorem. Następnie nakazał premierowi Mohammadowi Mosaddeghowi powierzenie mu stanowiska ministra spraw wewnętrznych. Zahedi pozostał na nim tylko przez kilka miesięcy; premier odwołał go po tym, gdy ten nakazał brutalne rozpędzenie demonstracji podczas wizyty Averella Harrimana.

### Zamachu stanu w 1953. Premier Iranu
W lutym 1953 został na krótko aresztowany, był podejrzewany o przygotowywanie zamachu stanu przy pomocy z zagranicy. Faktycznie został wybrany do roli przyszłego premiera kraju przez CIA i MI6, przygotowujące zamach stanu przeciwko rządowi Mosaddegha. O wyborze Zahediego przesądziła jego reputacja zdecydowanego i bezwzględnego dowódcy, jak również fakt, że był on przewodniczącym stowarzyszenia emerytowanych oficerów i miał duży posłuch wśród zdymisjonowanych przez Mosaddegha wojskowych. Szach Mohammad Reza Pahlawi nie chciał jednak, by generał stał się zbyt potężny i mógł zagrozić jego władzy. Chociaż wyraził zgodę na zamach stanu według planów amerykańskich, jeszcze przed przewrotem zażądał od gen. Zahediego, by ten in blanco podpisał dymisję z posady premiera. Zgodnie z planem, 18 sierpnia 1953 puczyści przez radio ogłosili Zahediego nowym premierem. Natychmiast po zwycięstwie przewrotu generał wprowadził w Iranie stan wyjątkowy i ustanowił sądy wojskowe dla osądzenia osób zatrzymanych z powodów politycznych. Jesienią 1953 odbył się proces pokazowy premiera Mosaddegha, który został skazany na trzy lata więzienia i areszt domowy. W okresie sprawowania urzędu premiera przez Zahediego miały miejsce również negocjacje między irańskim rządem a Anglo-Iranian Oil Company w sprawie dalszego wydobycia eksploatacji krajowych złóż ropy naftowej, które rząd Mosaddegha znacjonalizował. Rozmowy zakończyły się utworzeniem państwowego irańskiego przedsiębiorstwa National Iranian Oil Company, które powierzyło wydobycie i eksploatację ropy koncernom międzynarodowym (z czego po 40% udziałów otrzymały spółki brytyjska i amerykańska). Podział zysków między każdym z koncernów a Iranem ustalono po połowie.
Po dwudziestu miesiącach kierowania rządem Zahedi został przez szacha oskarżony o zdefraudowanie znacznych funduszy. W ten sposób szach pozbył się polityka, którego uważał za zbyt samodzielnego. Zahedi został mianowany ambasadorem Iranu przy ONZ i spędził ostatnie lata życia w Szwajcarii.